# Кожаринов, Владимир Васильевич
Владимир Васильевич Кожаринов (1903—1997) — советский хозяйственный, государственный и политический деятель.

## Биография
Член ВКП(б).
Работал на руководящих должностях в промышленности, директор Ленинградского металлического завода с 1942 года, ввел в эксплуатацию самый крупный в СССР паротурбинный цех.
В 1951 году обвинён в антигосударственной деятельности и репрессирован по «Ленинградскому делу». Реабилитирован.
Работал заместителем начальника Главтурбопрома, заместитель начальника главного управления тяжёлого машиностроения Совета народного хозяйства РСФСР.
Избирался депутатом Верховного Совета РСФСР 2-го созыва.
Умер в 1997 году.